# Kirche Reust

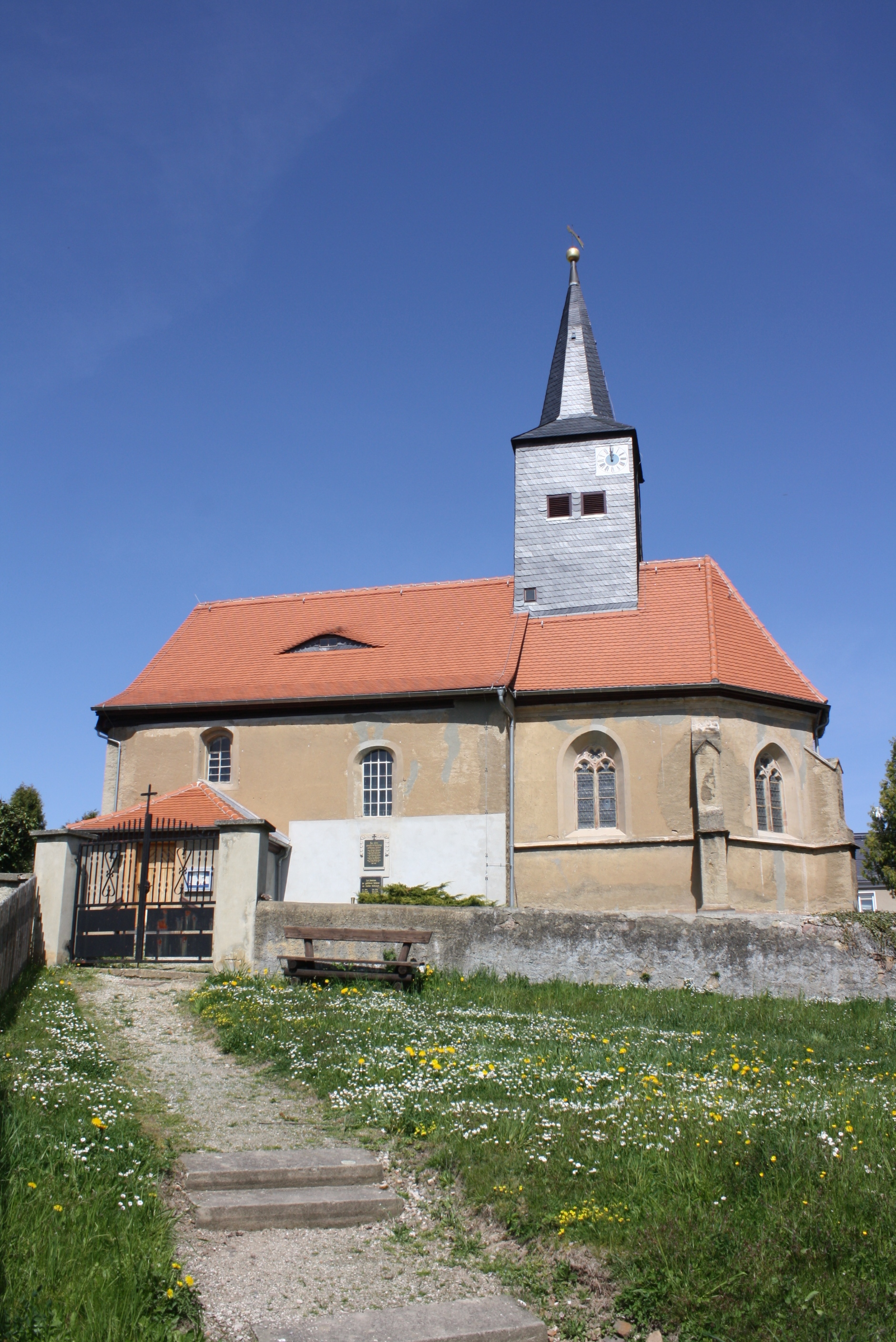
Kirche Reust

Die evangelisch-lutherische, denkmalgeschützte Kirche Reust steht in Reust, einem Ortsteil der Gemeinde Rückersdorf im Landkreis Greiz in Thüringen. Die Kirchengemeinde Reust gehört zum Pfarrbereich Ronneburg im Kirchenkreis Altenburger Land der Evangelischen Kirche in Mitteldeutschland.

## Beschreibung
Die Saalkirche ist im Kern romanisch. Sie wurde später vielfach umgebaut. Das Kirchenschiff und der eingezogene, polygonal geschlossene Chor wurden entgegen der ursprünglichen Planung 1515 nur in reduzierter Größe vollendet, so am Schlussstein bezeichnet. Die geplante größere Raumhöhe der ersten Bauphase ist an der Gliederung der Wand erkennbar. Das Joch des Chors und der polygonale Abschluss werden von zwei kräftigen Wandpfeilern getrennt. Der nördliche läuft in das Gewölbe ein, der südliche bricht unter dem Gewölbe ab. Die Gurtbögen und die Gewölberippen setzen unvermittelt auf bzw. neben den Wandpfeilern an. An der Südwand des Chorjochs ist eine breite Fensternische der ersten Bauphase, die von den Gewölbekappen überschnitten wird. Die Maßwerkfenster im Chor wurden 1869 restauriert. Es gab mehrere Instandsetzungen des Innenraums, zuletzt 1962–1965. Die Gestaltung erfolgte gemäß den vorgefundenen Befunden. 
An der Südseite befindet sich ein Vestibül mit einem fragmentierten romanischen Portal. Das Kreuzrippengewölbe des spätgotischen Chors im Inneren wird durch äußere Strebepfeiler unterstützt. Aus dem Dach des Chors erhebt sich ein quadratischer, schiefergedeckter Dachreiter, auf dem ein achtseitiger spitzer Helm mit einer Turmkugel sitzt. 
Das Kirchenschiff hat eine dreiseitige Empore und ist von einer durch Vouten gestützten Decke überspannt. Die Kirchenbänke sind mit geschnitzten Wangen verziert. Das dreiteilige Altarretabel wurde um 1500 geschaffen. Im geschnitzten Schrein sind Maria mit Kind und zwei Heilige dargestellt. Auf den Innenseiten der Flügel wurden Heilige gemalt. Die Bemalung der Außenseiten ging verloren. An der Südseite des Triumphbogens ist die Kanzel von 1672 angebaut. An den schmalen Feldern der Brüstung des Korbes und der Treppe sind Jesus Christus, Mose, Johannes der Täufer und die Evangelisten dargestellt.
Die Orgel mit 11 Registern, verteilt auf 2 Manuale und Pedal, wurde 1889 von Adam Eifert gebaut.